# ヴィクトル・ニコノフ
ヴィクトル・ペトローヴィチ・ニコノフ（Виктор Петрович Никонов、Viktor Petrovich Nikonov、1929年 - 1993年）は、ソビエト連邦の政治家、農業経済学者。1985年4月23日から1989年9月20日までソ連共産党書記（農業担当）、1987年6月26日から1989年9月20日まで政治局員を務めた。
農民の子として生まれ、農業経済学を修めたあと、農業学校長、機械トラクター・ステーション所長、クラスノヤルスク地方党委員会農業部長を経て、ソ連農業省次官、ロシア共和国農相を歴任し、ゴルバチョフ時代の1985年4月から党農業担当書記や政治局員を務めた。